# St. Peter und Paul (Tandern)

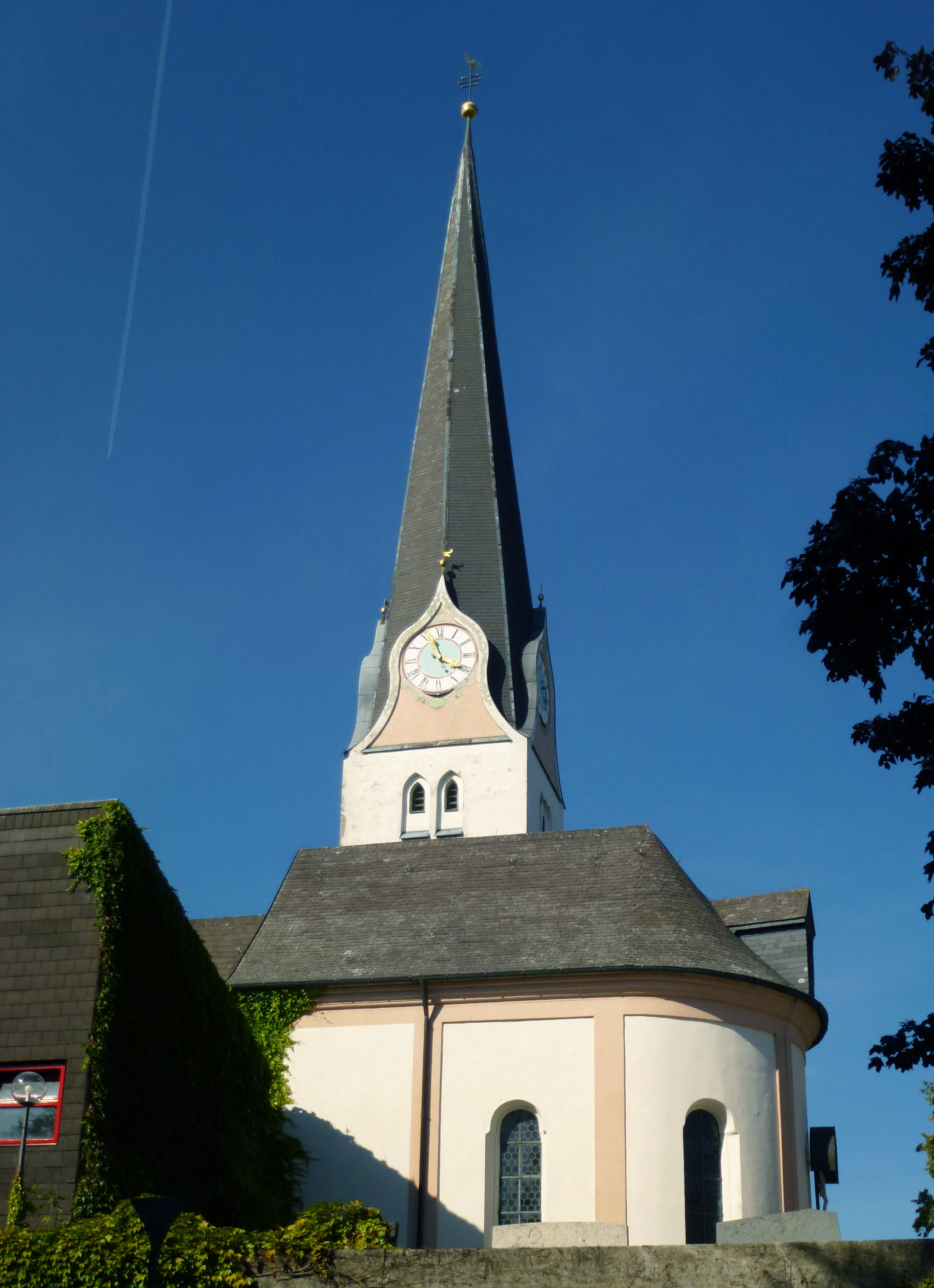
St. Peter und Paul in Tandern

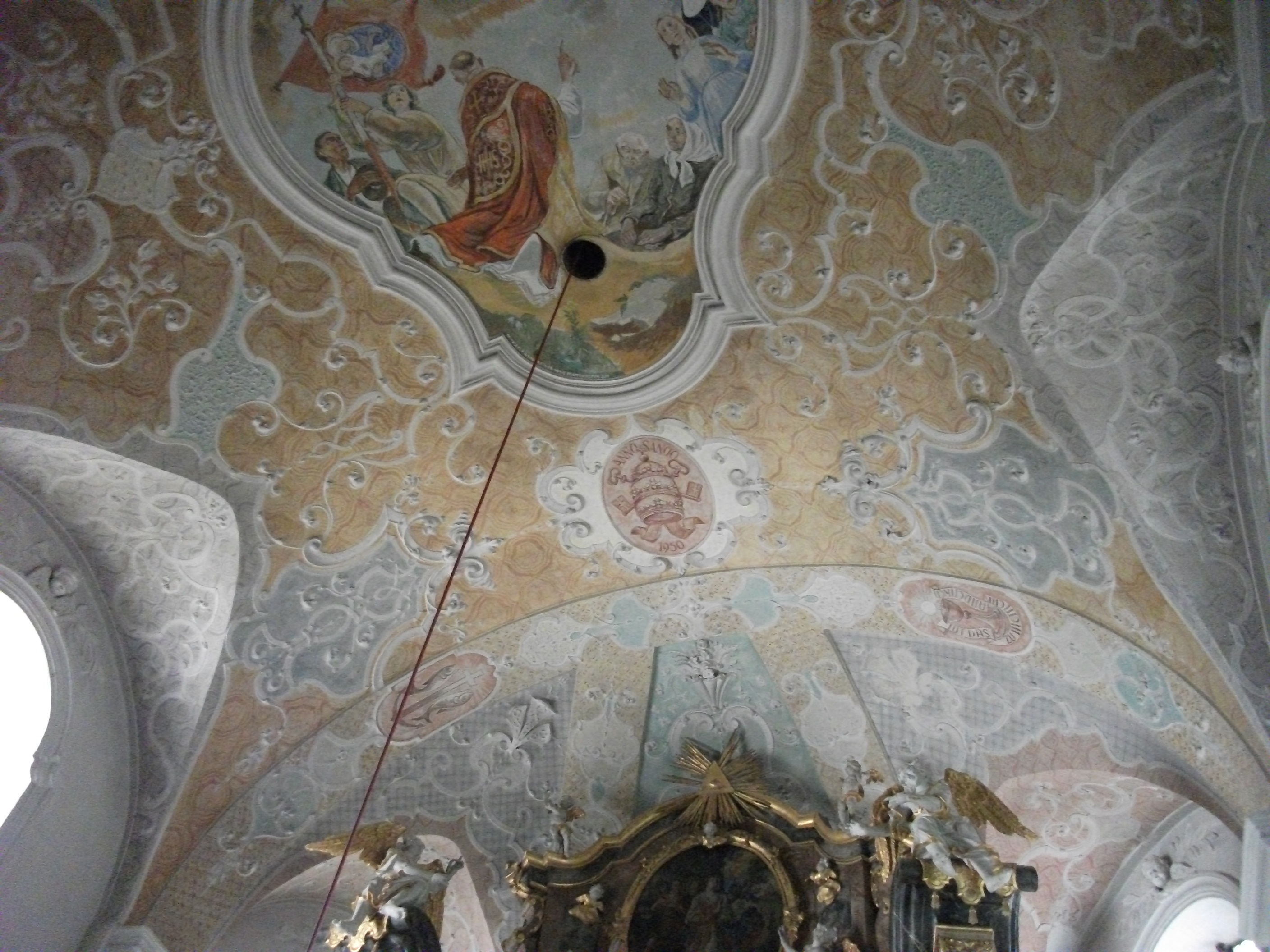
Decke des ehemaligen Altarraums

Die römisch-katholische Pfarrkirche St. Peter und Paul steht in Tandern, einem Gemeindeteil von Hilgertshausen-Tandern im oberbayerischen Landkreis Dachau. Sie ist in der Liste der Baudenkmäler in Hilgertshausen-Tandern unter der Nr. D-1-74-147-13 eingetragen. Die Kirche gehört zum Dekanat Aichach-Friedberg im Bistum Augsburg.

## Beschreibung

### Gebäude
Der um 1730 gebaute, halbrund geschlossene Chor zu zwei Jochen und der 45 Meter hohe spätgotische Chorflankenturm mit Schweifgiebeln, Turmuhr und spitzem Helm an der Nordwand des Chors wurden in den Jahren 1972 bis 1974 in den monumentalen, 25 × 25 Meter großen Neubau der Zeltkirche nach Plänen der Architekten Kreutzer und Knopp einbezogen. Der alte Chor ist seitdem Taufkapelle. Nach Maßgabe des Denkmalschutzes stehen darin außer einem Taufstein der barocke Hochaltar und die Kanzel mit Stuckreliefs. Der Altar zeigt weiß gefasste Figuren von Johannes dem Täufer, Petrus, Paulus und Christophorus sowie ein Bild des Johannes Nepomuk. Die Seitenaltäre und der Kruzifixus mit Mater Dolorosa wurden in den neuen Kirchenteil verbracht. In diesem Raum steht auch ein zweiter Taufstein.
Der Neubau von 1974 mit weit heruntergezogenem Dach besteht im Wesentlichen aus Beton, Holz und Eisen. Die Dachkonstruktion ist so gestaltet, dass im Innenraum der Kirche mit rund 400 Sitz- und etwa 350 Stehplätzen keine Stützpfeiler gebraucht werden. Licht fällt durch einen zwar niedrigen, aber weitgehend umlaufenden Fensterkranz in den Raum.

### Ausstattung
Auf einer um zwei Stufen erhöhten Altarinsel steht der Zelebrationsaltar. Es ist ein mächtiger Steinblock auf einem Metallgestell. Auf der Altarinsel stehen außerdem der Ambo sowie die Sitze für Priester und Messdiener. Über dem Altar hängt ein Kreuz, dessen Korpus aus der alten Kirche stammt.
Die alten Seitenaltäre stehen links und rechts am Übergang zum alten Chor.  Die ursprünglichen Gemälde der Altarretabel sind nicht erhalten; sie wurden durch Statuen ersetzt. Links ist es eine Figur des heiligen Josef mit Jesuskind, in der ungewöhnlichen Darstellung, dass er zu gehen scheint. Im rechten Altar ist es eine für die Nische zu kleine Figur Jesu an der Geißelsäule. Die Bilder in den Altarauszügen zeigen links die Taufe Jesu und rechts den heiligen Johannes Nepomuk.

## Orgel
Die Orgel wurde 1973 von Orgelbau Sandtner aus zwei gebrauchten Instrumenten (Mickhausen, St. Wolfgang und Landsberg) zusammengesetzt. Sie steht auf der Empore zwischen dem alten und neuen Teil mit einem  Freipfeifenprospekt und besteht unüblich aus fast zwei gleichberechtigten Hauptwerken. Das Instrument kann jeweils über einen der zwei freistehenden Spieltische im alten und neuen Teil der Kirche mit der elektrischen Traktur angespielt werden. Das Kegelladen-Werk verfügt über 16 Register auf zwei Manualen und Pedal. Die Disposition lautet:
| I Manual C–g3 |       |
| Principal     | 8′    |
| Holzflöte     | 8′    |
| Octav         | 4′    |
| Quintade      | 4′    |
| Nachthorn     | 2′    |
| Mixtur V      | 1 ⁄3′ |

| II Manual C–g3 |       |
| Principal      | 8′    |
| Gedackt        | 8′    |
| Kleingedackt   | 4′    |
| Nasat          | 2 ⁄3′ |
| Octav          | 2′    |
| Mixtur IV      | 1 ⁄3′ |

| Pedal C–f1 |     |
| Subbaß     | 16′ |
| Octavbaß   | 08′ |
| Choralbaß  | 04′ |
| Pommerbaß  | 02′ |

- Koppeln: II/I, I/P, II/P

## Glocken
St. Peter und Paul in Tandern hat vier Glocken. Die Glocken eins, zwei und vier wurden 1949 von Benjamin Grüninger in Villingen gegossen, wahrscheinlich aus Weißbronze, einer Legierung aus Zink, Aluminium und Kupfer. Glocke drei ist eine der fünf Glocken von 1935 und deren einzige, die im Zweiten Weltkrieg nicht hatte abgegeben werden müssen. Das Geläut klingt in den Tönen c‘, es‘, f‘ und as‘.